# Vladimír Caldr
Vladimír Caldr (* 26. listopadu 1958 Písek) je bývalý československý hokejový útočník a trenér.

## Biografie
Na základní škole v Písku chodil do hokejové třídy a ihned se stal nejlepším střelcem žákovských týmů místního Jitexu. Ještě jako mládežník přešel do Českých Budějovic.
Jeho hokejová kariéra je spjata především s českobudějovickým klubem, kde působil do roku 1989. Jedinou výjimkou byla sezóna 1986/1987, kdy strávil vojenskou službu v Dukle Jihlava. Premiérový zápas v československé nejvyšší soutěži sehrál v úvodním kole ročníku 1978 / 1979 na ledě Plzně, kde Jihočeši prohráli 8:7. Za další dvě střetnutí už Caldr slavil i první gól. Svou trefou zajistil remízu 1:1 s Pardubicemi. Po roce 1989 hrál dvě sezóny v nizozemském Amsterdamu, následně vystřídal Hradec Králové, německý Ingolstadt a Tábor a sportovní kariéru zakončil v sezóně 1993/1994 v Českých Budějovicích. V dalších letech působil v českobudějovickém klubu jako trenér, v sezoně 1998/99 trenoval Duklu Jihlava, v sezóně 1999/2000 pražskou Slavii.
Za československou reprezentaci odehrál 85 zápasů a vstřelil 20 gólů.Premiérový start za národní tým si odbyl 28. března 1981 v Praze v utkání proti Švédsku. Hrál na světových šampionátech v letech 1983 (stříbro) a 1986, na Zimních olympijských hrách 1984 (stříbro), byl kapitánem národního týmu na švédských hokejových hrách 1984, hrál na Kanadském poháru 1984.
Od roku 2003 je ředitelem základní školy v českobudějovické Grünwaldově ulici.

## Statistiky reprezentace
| Turnaj        | Místo konání                                     | Z  | G | A | B | Umístění         | Soupisky          |
| ------------- | ------------------------------------------------ | -- | - | - | - | ---------------- | ----------------- |
| MS 1983       | Západní Německo (Mnichov, Dortmund a Düsseldorf) | 10 | 2 | 4 | 6 | Stříbrná medaile | Soupiska MS 1983  |
| ZOH 1984      | Jugoslávie (Sarajevo)                            | 7  | 4 | 0 | 4 | Stříbrná medaile | Soupiska ZOH 1984 |
| KP 1984       | Severní Amerika                                  | 5  | 0 | 0 | 0 | 5. místo v ZČ    | Soupiska KP 1984  |
| MS 1986       | Sovětský svaz (Moskva)                           | 6  | 0 | 1 | 1 | 5. místo         | Soupiska MS 1986  |
| Celkem na MS  |                                                  | 16 | 2 | 5 | 7 |                  |                   |
| Celkem na ZOH |                                                  | 7  | 4 | 0 | 4 |                  |                   |